# Proceroecia procera
Proceroecia procera är en kräftdjursart som först beskrevs av G. W. Müller 1894.  Proceroecia procera ingår i släktet Proceroecia och familjen Halocyprididae. Inga underarter finns listade i Catalogue of Life.